# Mura (Santa Cruz)
Mura ist eine osttimoresische Aldeia. Sie liegt im Zentrum des Sucos Santa Cruz (Verwaltungsamt Nain Feto, Gemeinde Dili) und entspricht in etwa dem historischen Stadtteil Bemori Taibesi.

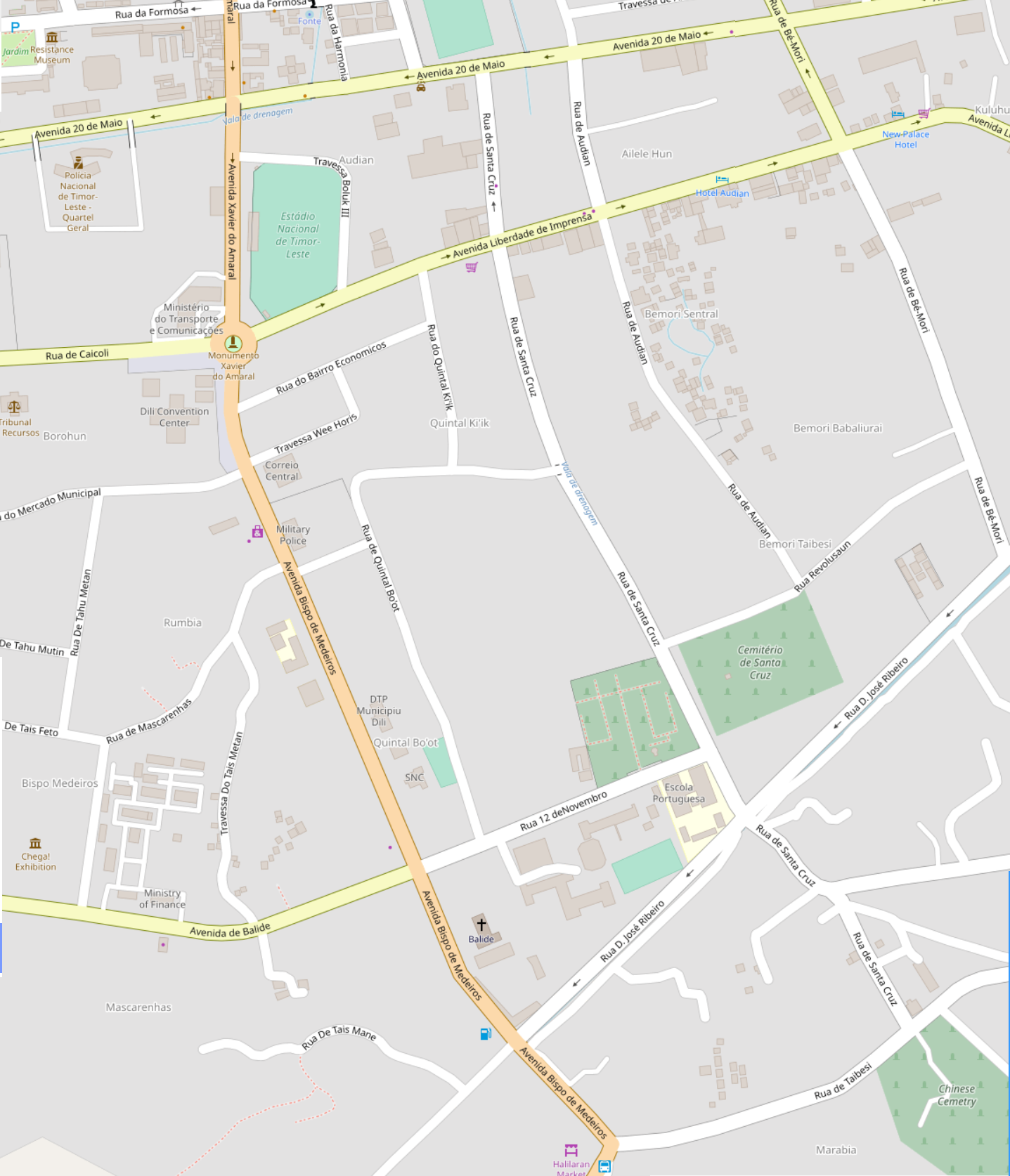
Straßenkarte von Santa Cruz

Westlich von Mura liegen jenseits der Rua de Santa Cruz die Aldeias 7 de Dezembro, 25 de Abril und Loceneon, südlich der Rua Revolusaun die Aldeia Donoge, östlich der Rua de Audian die Aldeia Moris Foun und nördlich die Aldeia Baheda.
In Mura leben 885 Menschen (2015).